# Internacional Sindical Roja
La Internacional Sindical Roja fou una organització comunista creada el 1921 i desapareguda el 1934 al si de la Tercera Internacional per tal d'agrupar tots els sindicats. Dins la Confederació Regional del Treball de Catalunya, rebé el suport principalment del setmanari Lucha Social (1919), dirigit per Joaquim Maurín i Julià. El 1921 el comitè nacional de la CNT envià una delegació al congrés constituent de Moscou, composta per Hilari Arlandis, Jesús Ibáñez, Joaquim Maurín i Julià, Andreu Nin i Gaston Leval, on Nin fou nomenat membre del secretariat de la ISR.
El 1922, malgrat el predomini anarquista, el grup del diari La Batalla afavorí la creació d'uns Comitès Sindicalistes Revolucionaris, que s'adheriren a la ISR i enviaren una delegació al tercer congrés celebrat el 1924 (eren Maurín, Jové, Trilles i Pérez Solís). El 1934 es va dissoldre en la Tercera Internacional i Andreu Nin va marxar a Catalunya.
La inicativa de la seua creació va ser a partir d'una Comissió anomenada per a tal efecte pel III Congrés de la Internacional Comunista. Sent creada en primer Congrés Constituent el 3 de juliol de 1921 a Moscou. El seu Secretariat va estar conformat pel català Andreu Nin i els russos Mikhaïl Tomski i Aleksei Losovski (secretari general 1921-1937).
Inicialment va buscar l'hegemonia de les organitzacions sindicals enfront dels socialdemòcrates o si no n'hi ha crear organitzacions paral·leles en aliança breument amb els moviments anarcosindicalistes. Estos últims posteriorment es desvinculen de la Profintern. Amb això es transforma en els fets en l'aparell sindical del Comintern. El seu funcionament també es va estendre fora d'Europa, de preferència a Amèrica i Àsia, formant-se per exemple la Confederació Sindical Llatinoamericana.
Dissolta en 1937 per decisió del Comintern com a part de la seua política de fronts populars i una forma d'eliminar un obstacle a l'acció conjunta amb els sindicats de simpatia socialdemòcrata.
Va realitzar els següents Congressos
- I Congrés juliol 1921, Moscou
- II Congrés novembre 1922, Moscou
- III Congrés juliol 1923, Moscou
- IV Congrés març 1928, Moscou
- V Congrés 1930, Moscou